# Foncegrive
 Foncegrive  là một xã ở tỉnh Côte-d’Or trong vùng Bourgogne, phía đông nước Pháp. Xã Foncegrive nằm ở khu vực có độ cao từ 302-472 mét trên mực nước biển.